# ماگاس د پیسوئرگا
ماگاس د پیسوئرگا (به اسپانیایی: Magaz de Pisuerga) یک شهرستان در اسپانیا است که در استان پالنسیا واقع شده‌است.

## خصوصیات
ماگاس د پیسوئرگا ۲۷ کیلومترمربع مساحت و ۷۵۵ نفر جمعیت دارد.